# Desmogleína 1
A desmogleína 1 é uma proteína que nos humanos é codificada pelo gene DSG1.

## Função
Os desmossomas são junções célula-célula entre vários tipos de células, como células do epitélio e células do miocárdio. A desmogleína 1 é uma glicoproteína transmembranar ligada a cálcio, componente dos desmossomas em células epiteliais de vertebrados. Actualmente, 4 membros da subfamília da desmogleína foram identificados e são todos membros da superfamília das moléculas de adesão celular (caderinas). OS membros desta subfamília de genes estão localizados num agregado no cromossoma 18. A proteína codificada por este gene foi identificada como o auto-antigénio da doença auto-imune da pele, pênfigo foliáceo.

## Interacões
A desmogleína 1 foi demonstrada interagir com PKP3, PKP2, e PTPRT (PTPrho)